# Актуальное право
Актуальное право (англ. actual law) — часть правовой системы государства, представляющая собой совокупность реальных правовых норм. В отличие от естественного (представление об идеальном, желаемом праве) и позитивного (закон, подзаконные акты, судебный и административный прецедент) права, актуальное право состоит из юридических норм фактически, на самом деле, регулирующих общественные отношения.
Источниками актуального права являются санкционированные (одобренные как обществом, так и государством) правовые нормы. В частности, к санкционированным нормам относятся признанные практикой позитивные (потенциальные) нормы (закон, подзаконный акт, судебный и административный прецедент) и нормы, созданные вне правовой системы данного государства (обычай, доктрина, политические и религиозные нормы, нормы другого государства, нормы международного права) и одобренные в процессе регламентации правовых отношений.